# Groeve het Nullelokske
De Groeve het Nullelokske, Groeve het Nullelökske of Groeve het Nüllelokske is een Limburgse mergelgroeve in de Nederlandse gemeente Valkenburg aan de Geul in Zuid-Limburg. De ondergrondse groeve ligt ten zuiden van Valkenburg aan de Sibbergrubbe op de noordoostelijke rand van het Plateau van Margraten in de overgang naar het Geuldal. Ter plaatse duikt het plateau een aantal meter steil naar beneden.
Op ongeveer 150 meter naar het noordwesten ligt de Groeve Lemmekenskoel, op ongeveer 100 meter naar het noorden liggen de Groeve het Kornelsbergske en Groeve het Paulusbergske en op ongeveer 200 meter naar het zuidwesten ligt de Fleschenberggroeve.

## Geschiedenis
De groeve werd door blokbrekers ontgonnen voor de winning van kalksteenblokken.

## Groeve
De Groeve het Nullelokske is een kleine groeve met een oppervlakte van ongeveer 208 vierkante meter en bestaat uit een enkele gang van ongeveer 29 meter lang.

## Geologie
In de groeve werd Kalksteen van Emael uit de Formatie van Maastricht gewonnen.